# HTC One V
De HTC One V is een smartphone van het Taiwanese bedrijf HTC. Het toestel is een low-budgettelefoon van de HTC One-serie en werd tegelijk uitgebracht met de high-endsmartphone One X en het mid-range-toestel One S.
De One V is uitgerust met het besturingssysteem van de Amerikaanse zoekgigant Google, Android 4.0, ook wel Ice Cream Sandwich genoemd. Als grafische schil maakt HTC niet gebruik van de standaard ingebouwde gebruikersinterface, maar voegt het bedrijf zijn eigen grafische schil toe, genaamd HTC Sense UI. Dit is alweer de vierde versie van de grafische schil en is helemaal herontworpen zoals eigenlijk was bedoeld, om alles zo ruim mogelijk te laten lijken. De telefoon beschikt ook over Beats Audio, een techniek waardoor het geluid veel beter moet klinken.
De HTC One V heeft een super-tft-aanraakscherm van 3,7 inch met een resolutie van 400 bij 800 pixels. De behuizing is gemaakt van aluminium, wat de telefoon een wat luxueuzer uitstraling geeft dan bijvoorbeeld de Samsung Galaxy S III, die voor het grootste deel uit plastic bestaat. Het toestel is aan de onderkant licht gebogen, waardoor hij lekkerder in de hand zou moeten liggen. Verder is er een 5MP-cameralens met een Smart led-flitser aan de achterkant aanwezig. De accu is niet vervangbaar door de unibodybehuizing.